# Luar (Kluet Selatan)
Luar is een bestuurslaag in het regentschap Aceh Selatan van de provincie Atjeh, Indonesië. Luar telt 242 inwoners (volkstelling 2010).